# I. e. 268
Évszázadok: i. e. 4. század – i. e. 3. század – i. e. 2. század
Évtizedek: i. e. 310-es évek – i. e. 300-as évek – i. e. 290-es évek – i. e. 280-as évek – i. e. 270-es évek – i. e. 260-as évek – i. e. 250-es évek – i. e. 240-es évek – i. e. 230-as évek – i. e. 220-as évek – i. e. 210-es évek
Évek: i. e. 273 – i. e. 272 – i. e. 271 – i. e. 270 –  i. e. 269 – i. e. 268 – i. e. 267 – i. e. 266 – i. e. 265 – i. e. 264 – i. e. 263

## Események

### Hellenisztikus birodalmak
- Athénban a makedónellenes Khremónidész jut hatalomra, aki a város korábbi függetlenségének visszaállításának érdekében szövetséget köt Spártával és az egyiptomi II. Ptolemaiosszal. Ptolemaiosz igyekszik kiterjeszteni befolyását az Égei-tengerre és zavart kelteni II. Antigonosz makedón király birodalmában.
- I. Antiokhosz szeleukida király kivégezteti fellázadó elsőszülött fiát, Szeleukoszt. Helyette II. Antiokhosz lesz a trón várományosa.

### Róma
- Puplius Sempronius Sophust és Appius Claudius Russust választják consulnak.
- Róma az egész Itáliai-félszigetet uralja, egészen a Pó völgyéig. A gall szenonok földjén megalapítják Ariminum coloniát, amely később kiindulópontjává válik a további északi hódításoknak.
- A szamnisz Maleventumban római coloniát alapítanak és átnevezik Beneventumnak.

### India
- Asóka lesz a Maurja Birodalom uralkodója.

## Születések
- Marcus Claudius Marcellus, római államférfi és hadvezér

## Fordítás
- Ez a szócikk részben vagy egészben  a(z)   268 v. Chr. című német Wikipédia-szócikk ezen változatának fordításán alapul.  Az eredeti cikk szerkesztőit annak laptörténete sorolja fel. Ez a jelzés csupán a megfogalmazás eredetét és a szerzői jogokat jelzi, nem szolgál a cikkben szereplő információk forrásmegjelöléseként.